# Les Vieux Débauchés
Les Vieux Debauchés (en anglais The Old Debauchees, également intitulé Le Débauché au désespoir) est une pièce de théâtre de Henry Fielding. Elle est représentée pour la première fois le 1er juin 1732 au théâtre royal de Drury Lane et a été plus tard reprise sous le titre Le Débauché ou le Jésuite attrapé. La pièce raconte l'histoire d'un prêtre catholique qui tente de manipuler un homme afin de séduire la fille de ce dernier.
Contrairement à La Tragédie de Covent-Garden, Les Vieux Débauchés a été bien accueillie par le public. 

## Sources de la pièce
La source la plus évidente de la pièce est le procès de père Girard, accusé d'avoir voulu séduire Marie Catharine Cadier. D'autres pièces de l'époque, comme Le Père Girard, sorcier et L'Aveugle jésuite, dépeignent les événements pour lesquels Girard a été jugé,.